# Friedrich Hirschl (Schriftsteller)

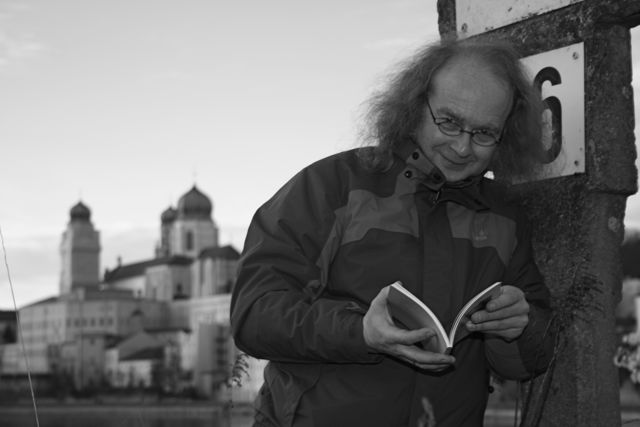
Friedrich Hirschl (2009)

Friedrich Hirschl (* 15. Oktober 1956 in Passau) ist ein deutscher Schriftsteller.

## Leben
Nach der St. Nikola Volksschule Passau (1963–1967) besuchte Hirschl das Adalbert-Stifter-Gymnasium Passau, wo er 1976 die allgemeine Hochschulreife erlangte. Auch den Grundwehrdienst absolvierte er in der Dreiflüssestadt, bevor er 1977 an der Philosophisch-Theologischen Hochschule Passau das Studium der katholischen Theologie aufnahm. Seit 1982 ist Hirschl Diplom-Theologe.
Hirschl wirkte zuerst als Pastoralassistent, ab Dezember 1986 als Pastoralreferent in Niederbayern, so in Simbach am Inn (1982–1983), Bad Griesbach im Rottal (1983–1984), Zwiesel (1984–1993) und in Passau im Pfarrverband St. Paul/St. Nikola (1993–1999). Von 1999 bis 2017 arbeitete er als Religionslehrer in Teilzeit an der Grundschule Passau-Grubweg. Von 2017 bis August 2021 war er in Passau mit wenigen Stunden als Pastoralreferent im Pfarrverband Neustift-Auerbach tätig.
Hirschl arbeitet nun als freiberuflicher Schriftsteller. Er ist verheiratet, hat zwei Töchter, lebt in Passau.

## Werk
Als Student wurde Hirschl von der Lyrik Georg Trakls zum Schreiben angeregt. Er verfasste Lyrik und Prosa. Eine Auswahl beider Gattungen veröffentlichte er 1987 in seinem ersten Buch Erdzeit. Seitdem konzentriert er sich auf die Lyrik. Es folgten acht Gedichtbände bis 2022. Zudem veröffentlicht Hirschl in Anthologien, Kalendern, Zeitschriften und Zeitungen.
Während Hirschls Frühwerk unmittelbar den Menschen und dessen Befindlichkeiten in den Blick nimmt, betrachtet er Personen zusehends durch den Spiegel der Natur. In knappen, oftmals überraschenden Metaphern stellt er Landschaften und damit zugleich den Menschen aus ungewöhnlicher Perspektive dar.
Hirschl ist Mitglied des „Passauer Literaturkreises“ und der „Regensburger Schriftstellergruppe International“.

## Auszeichnungen
- 1992 ELK-Feder des Ernste-Lyrik-Kreises München
- 2008 Preisträger des „Wasserpoesie“-Lyrik-Wettbewerbs
- 2009 Einer der Gewinner des Lyrik-Wettbewerbs „Luft & Erde“
- 2010 Einer der Gewinner des Lyrik-Wettbewerbs „Hören & Sehen“
- 2011 Einer der Gewinner des Lyrik-Wettbewerbs „Schlemmen & Schmecken“
- 2011 Nominierung für den E.ON-Kulturpreis Bayern im Bereich Literatur
- 2012 Einer der Gewinner des Lyrik-Wettbewerbs „Lesen & Schreiben“
- 2015 Kulturpreis des Landkreises Passau auf dem Gebiet der Literatur
- 2016 Auswahl des Gedichts Ein Poller von Interesse für das Projekt „Lyrik unterwegs“ der Stuttgarter Straßenbahnen AG[2]
- 2016 Einer der Gewinner des Lyrik-Wettbewerbs „Mannsbilder & Weibsbilder“
- 2018 „Gedicht des Monats Februar“ im Bücher Magazin des Kölner Stadt-Anzeigers (Das Stück Erde aus dem Band Stilles Theater)
- 2018: Einer der Gewinner des Lyrik-Wettbewerbs „Jubeln & Feiern“
- 2018: Kultureller Ehrenbrief der Stadt Passau für sein dichterisches Schaffen
- 2021: Gefördert von der Dr. Hans-Karl Fischer Stiftung
- 2025: Gefördert von der Kulturstiftung der ZF Passau GmbH

## Werke
- Erdzeit. Gedichte – Prosa. Gauke Verlag, Hannoversch Münden 1987, ISBN 3-87998-952-4
- Im Fluß der Zeit. Gedichte. Lippmann-Mindl, Passau 1989, ISBN 3-923845-16-2
- ... und Sehnsucht singt ein leises Lied. Gedichte. Edition Töpfl, Tiefenbach 1992, ISBN 3-927108-23-5
- Glut am Himmel. Gedichte. Edition Töpfl, Tiefenbach 2002, ISBN 3-927108-59-6
- Herbstmusik. Gedichte. Verlag Karl Stutz, Passau 2006, ISBN 978-3-88849-122-1
- Nachthaus. Gedichte. Verlag Karl Stutz, Passau 2009, ISBN 3-88849-141-X / ISBN 978-3-88849-141-2
- Flussliebe. Gedichte. Verlag Karl Stutz, Passau 2012, 2. Aufl. 2013, ISBN 978-3-88849-064-4
- Stilles Theater. Gedichte. edition lichtung, Viechtach 2017, ISBN 978-3-941306-70-7
- Ein Rest von Blau. Gedichte. edition lichtung, Viechtach 2022, ISBN 978-3-941306-53-0